# Urbář

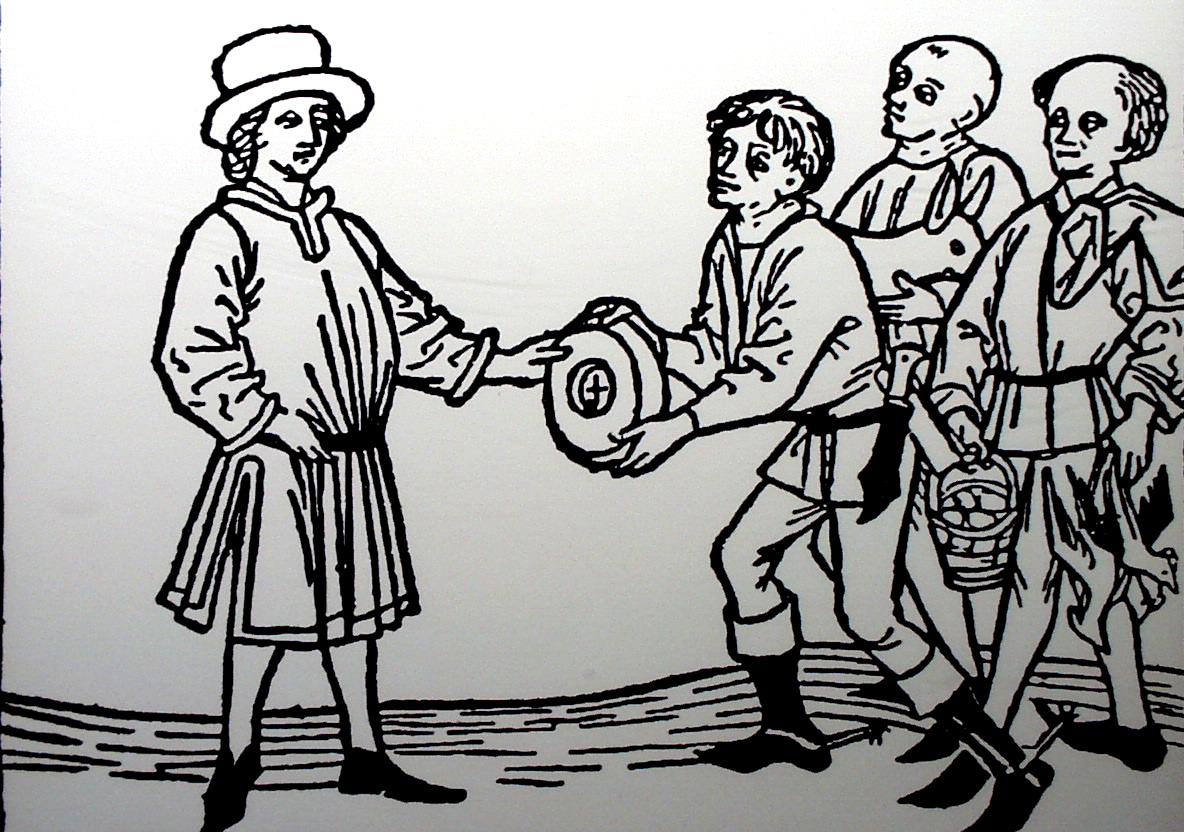
Odvod dávek ve středověku

Urbář (zast. urbár, adj. urbářský, urbariální, latinsky urbarium) je historický termín pro soupis povinností poddaných vůči vrchnosti.

## Název
České označení této úřední knihy je převzaté z německého Urbar či Urbar-Register, které vzniklo ze středohornoněmeckého výrazu pro označení výnosu z pozemků. Souběžně se používaly i dobové termíny knihy purkrechtní, registra ložní, registra komorních platů, rejstříky úroční apod., v latině pak registra bonorum, registra censuum, libri censititii, conscriptio bonorum nebo upravené ve středověké latině urbarium.

## Účel urbářů
Urbáře vznikaly z iniciativy majitelů panství a statků pro evidenci platů a dávek, které jim plynuly z poddanských usedlostí. Povinnosti poddaných tvořily peněžní platy, naturální dávky nebo robota. Jednotlivé druhy se mohly navzájem doplňovat. Zatímco ve středověku převažovaly dávky v naturáliích a posléze v penězích, pro raný novověk je charakterističtější, že vrchnost ukládala více roboty. Výše finančních odvodů totiž nebyla obvykle během let valorizována a ztrácela proto na hodnotě, zatímco v případě roboty tento problém odpadal. Platy a dávky se obvykle vybíraly dvakrát do roka, na jaře (na sv. Jiří) a na podzim (na sv. Havla). Někdy mohly být termíny stanoveny na sv. Jana a sv. Václava.

## Zápisy v urbářích

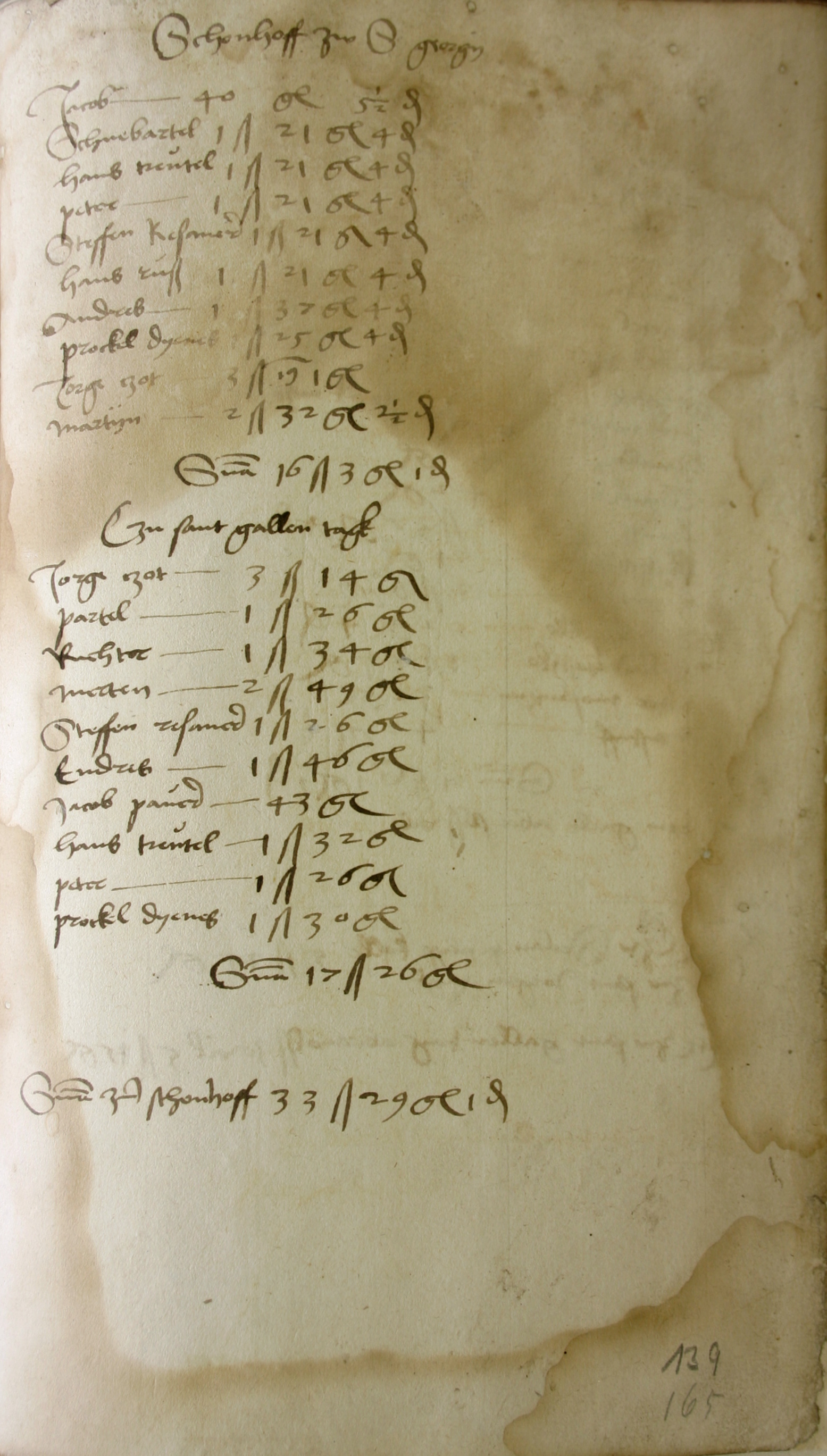
Přehled peněžních plateb sedláků ze vsi Krásný Dvoreček u Kadaně (1518)

Podle obsahu je možné rozdělit urbáře do dvou základních skupin. První část urbářů obsahuje pouze sumární výčet povinností poddaných pro každou ves či rychtu. Druhá skupina obsahuje soupisy konkrétních poddaných podle jednotlivých vsí s uvedením povinné dávky. Mezi jednotlivými typy existovala řada přechodů a urbář může představovat i spojení obou druhů. Každá poddanská usedlost se v urbáři obvykle vedla samostatně a uváděly se k ní změny ve vlastnictví a povinnostech. Tím se z urbářů postupně vyvinuly vesnické pozemkové knihy.
Naopak výměra dominikálu se v urbářích neuvádí. Bývají zde sice rovněž popisy vrchnostenských sídel, kostelů, poplužních dvorů či panských hospodářských budov, ale tyto zápisy nebyly nezbytnou součástí urbářů. Výjimečně byly do urbářů zaneseny opisy listin a jiných písemností, na jejichž základě se dávky odváděly. Nejstarším dokladem této praxe je urbář strahovského kláštera.
Urbáře se vytvářely pro jednotlivá panství a při každé změně majetkových poměrů se obvykle pořídil nový urbář.

## Vznik a vývoj urbářů
Urbáře byly sestavovány na základě starších evidencí, donačních listin, tradic či výpovědí svědků. Nejstarší urbáře na území Česka vznikaly v církevním prostředí a dochované jsou z druhé poloviny 13. století. Nejstarší dochovaný český urbář je součástí tzv. manuálníku Jana Staicze, který vznikl koncem sedmdesátých let 13. století ve Vyšebrodském klášteře, za kterým následuje o něco mladší urbář pražského biskupství z let 1283–1284 zachovaný ve zlomku. Z první poloviny 14. století se dochovaly urbáře klášterů Pohled, Zbraslav, Sedlec, Roudnice nad Labem a Osek. Ze světského prostředí máme nejstarší urbář pro rožmberské panství z roku 1379 následovaný urbářem frýdlantského panství z roku 1381.
V období novověku na urbáře navázaly tzv. urbariální fasse, které měla vrchnost vyhotovit za vlády Marie Terezie, aby se v celé zemi dosáhlo jednotných urbariálních poměrů. Zatímco na Moravě byly v letech 1775–1776 zpracovány fasse na všech panstvích, v Čechách vrchnost tyto snahy bojkotovala a vzniklo jen několik málo nových urbářů.
K urbářům se někdy řadí tzv. výběrčí rejstříky, což je evidence skutečně odvedených platů, dávek a odpracovaných robot.
Několik urbářů českomoravské provenience je uloženo i v zahraničních archivech, např. v Rakouském státním archivu ve Vídni (urbáře panství Trutnov z let 1545 a 1599) nebo lichtenštejnském archivu ve Vaduzu (Moravská Třebová z roku 1548, Zábřeh na Moravě z roku 1656).
Své opodstatnění ztratily urbáře po zrušení poddanství v roce 1848.

## Využití urbářů v historiografii
Urbáře jsou významným historickým pramenem ke studiu právních poměrů poddaného obyvatelstva. Mají také topografický význam pro dějiny panství i jednotlivých obcí. Jsou rovněž důležitým pramenem k určení rozsahu pozemkového vlastnictví feudálů, ať už šlechty, církve, případně měst. V neposlední řadě mají význam pro dějiny správy, neboť ukazují poddanství v organickém spojení se správou statků a panství.